# 皱叶烟斗柯
皱叶烟斗柯（学名：Lithocarpus corneus var. rhytidophyllus）为壳斗科柯属下的一个变种。

## 扩展阅读
- 維基物種上的相關：皱叶烟斗柯